# Neoguraleus
Neoguraleus is een geslacht van weekdieren uit de klasse van de Gastropoda (slakken).

## Soorten
- Neoguraleus amoenus (E. A. Smith, 1884)
- Neoguraleus benthicolus Powell, 1942
- Neoguraleus deceptus Powell, 1942 †
- Neoguraleus finlayi Powell, 1942
- Neoguraleus hautotaraensis Vella, 1954 †
- Neoguraleus huttoni (E. A. Smith, 1915)
- Neoguraleus interruptus Powell, 1942
- Neoguraleus lineatus (Marwick, 1928) †
- Neoguraleus lyallensis (Murdoch, 1905)
- Neoguraleus manukauensis Powell, 1942
- Neoguraleus morgani (Marwick, 1924) †
- Neoguraleus murdochi (Finlay, 1924)
- Neoguraleus ngatuturaensis (Bartrum & Powell, 1928) †
- Neoguraleus nukumaruensis Powell, 1942 †
- Neoguraleus oruaensis Powell, 1942
- Neoguraleus protensus (Hutton, 1885) †
- Neoguraleus sandersonae (Bucknill, 1928)
- Neoguraleus sinclairi (Gillies, 1882)
- Neoguraleus waihuaensis Powell, 1942 †